# Virginia Maestro
Virginia Maestro Díaz (Linares, Jaén, 29 de septiembre de 1982) es una cantante y compositora española, también conocida anteriormente como Virginia Labuat o simplemente Labuat.

## Biografía

### Juventud e inicios
Nacida en Linares, pasó su adolescencia entre Córdoba y Mairena del Aljarafe (Sevilla). En Sevilla estudió Magisterio musical y fue soprano del Coro de la Universidad de Sevilla.
Desde pequeña toca la guitarra de forma autodidacta habiendo compuesto su primera canción a los 12 años de edad. Desde los 15 años ha participado como vocalista en diversas bandas: Fundación Virginia, Doctores del Swing, Little Vicky & the Shout Band, 7Funk, The Flik Flak Duo y Boogie Flu. Sus proyectos musicales se ampliaban con la participación en multitud de jam sessions de jazz y blues, compartiendo escenario con bandas tales como Black Jack Bob & the New Deal o Mingo & The Blues Intruders, esta última del que fuera armonicista de Caledonia Blues Band, Mingo Balaguer.

### Paso por Operación triunfo (2008)
Se dio a conocer como concursante en la sexta edición de Operación triunfo. Su estilo particular y timbre vocal le atrajo a un amplio y creciente apoyo del público.
Sus primeros éxitos de ventas llegaron mientras estaba dentro de Operación Triunfo. A pesar de ser la concursante más nominada por el jurado, fue en dos ocasiones la favorita del público. Su versión del tema Creep de Radiohead llegó al número 1 de iTunes. Los temas My baby just cares for me y Moonlight Shadow también consiguieron el primer puesto en dicha lista. Otros cinco de los temas grabados por ella: Lovefool, Cómo hablar, Isla de palma, I love to love y I'll stand by you alcanzaron los puestos 2, 19, 22, 30, y 56, respectivamente. Hizo otras versiones de Smile, Love me like a man, Ben, Old town, Down town. El 22 de julio de 2008 se proclamó ganadora del concurso con el 55% de los votos, por encima del segundo clasificado (Pablo López), consiguiendo así un contrato discográfico con Sony BMG.

### Labuat (2009)

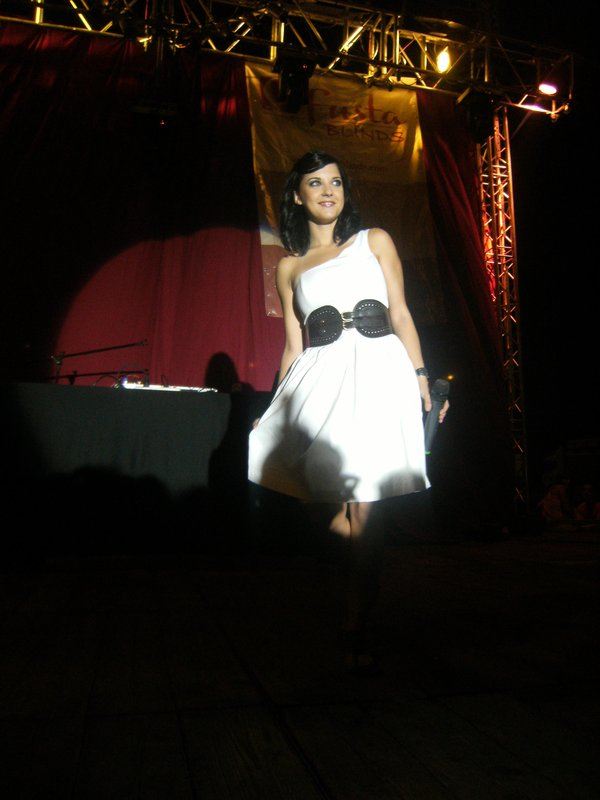
Virginia Maestro en 2009

El 5 de diciembre de 2008 se anunció el nombre bajo el cual editaría su primer trabajo discográfico. Así nacía Labuat, proyecto artístico que se define como un "triángulo equilátero" compuesto por 3 vértices: The Pinker Tones, en la producción, Risto Mejide, en la composición, y la propia Virginia Maestro, que aportó su voz e imagen. Se presentó oficialmente a los medios en una rueda de prensa celebrada en el Círculo de Bellas Artes de Madrid el 4 de febrero de 2009. Fruto de este proyecto es su álbum debut, de título homónimo, que fue publicado el 24 de febrero de 2009 y debutó en el número 2 de las listas españolas, convirtiéndose en un éxito de ventas.
Tras una gran expectación, el primer sencillo publicado fue Soy Tu Aire, que recibió por lo general críticas positivas. En abril de ese año comenzó una gira muy extensa por todas las ciudades del país. Virginia fue elegida para ser telonera de la cantante Beyoncé en sus conciertos en España. El segundo sencillo del disco fue De Pequeño, y más adelante se anunció el tercer sencillo Carta De Otoño.

### Dulce Hogar (2011)
Aún como parte de Labuat, el 13 de julio Virginia se desplaza al estudio de grabación GG Producciones para grabar las maquetas de su propuesta de repertorio para el segundo álbum de Labuat, en el que además, no participaría Risto Mejide ni The Pinker Tones.
En enero de 2010 comienza con la grabación del disco, en el que Virginia es coproductora de los temas, con la participación de Iñaki García (producción artística, arreglos, piano y teclado), Ismael Guijarro (producción técnica), Jorge Ojea (guitarra, banjo, ukelele y dobro), José Bruno "El niño" (batería), Toño de Miguel (bajo y contrabajo), Manuel Machado (trompeta), Carlos Narea (percusión menor) y Óscar Claros (ingeniero de mezcla).
En octubre de 2010 Virginia confirma que su segundo disco lleva por nombre Dulce Hogar y sale a la luz el 29 de marzo de 2011 bajo el seudónimo de Virginia Labuat. El primer sencillo, The Time Is Now, se estrenó el 25 de enero de 2011 en Europa FM y el 8 de febrero se puso a la venta, colocándose en pocas horas en el primer puesto de iTunes, y en el número 8 en las listas de ventas españolas, siendo su canción más exitosa. El álbum debutó al número 11 de los más vendidos de España, y alcanzó el primer puesto en iTunes de los discos y videoclips más descargados. El álbum fue bien recibido tanto por la crítica especializada como por el público. Entre la gira de conciertos que realizó con éxito por las ciudades españolas, hay que añadir los ofrecidos en Londres, llegando a tocar en Regent Street, una de las calles más transitadas de la ciudad, tras ser elegida en el concurso "Be the Sound of a Taste of Spain".
El 27 de septiembre de 2011 después de continuar su gira por España decide publicar Circus como segundo sencillo del álbum. En noviembre es nominada en dos categorías a los Premios 40 Principales (Artista revelación español y Mejor videoclip). En diciembre de 2011 publica una reedición en versión digital de Dulce Hogar, bajo el título Out Of The Blue, la cual contiene contenidos extras y versiones de los temas ya publicados.
Fue telonera de Seal en los dos conciertos que ofreció en España, el 18 de julio de 2011 en Valencia y el 20 de julio en Sanlúcar de Barrameda. El 4 de agosto del mismo año teloneó al cantante Jamie Cullum en Marbella.
El 1 de mayo de 2012 publica el tercer sencillo del álbum, I Call Your Name, además de comenzar la grabación de las maquetas de su próximo álbum de estudio.

### Night & Day (2013)
En septiembre de 2012 y a la par que termina la gira de conciertos del anterior álbum, Virginia busca productores y músicos para su nuevo disco, de nuevo compuesto en su totalidad por ella y por primera vez íntegro en inglés. El 14 de enero de 2013 se confirmó el título del álbum, Night & Day, y la fecha de publicación del mismo, el 19 de marzo. El álbum fue grabado en Studio B y producido por Bernardo Calvo, Sergio Fernández, Peter Nollan y la misma Virginia, además de contar con colaboraciones de Nacho Mastretta, Nacho Mur y Julián Maeso, entre otros músicos.
El 21 de enero se publicó un adelanto de 30 segundos del primer sencillo del álbum, titulado Dream Man y el 12 de febrero se puso a la venta en iTunes. El sencillo debutó entre los primeros puestos de descargas digitales, y además, tanto el videoclip del tema original como el video de la versión acústica fueron número 1 en iTunes.
El álbum, por su parte, debutó en el número 11 de los más vendidos del país, repitiendo la posición del anterior disco. Después de emprender la gira con el mayor número de conciertos que haya realizado, Virginia estrena el 10 de marzo de 2014, y cumpliendo un año de la salida del álbum el videoclip del tema que da nombre al disco, Night and Day, que días más tarde se convierte en el número 1 de los vídeos más descargados en iTunes.

### Blue Bird (2015)
El 1 de diciembre de 2014 Virginia confirma a través de su canal de YouTube que deja Sony Music, su discográfica durante 6 años, por desacuerdos en la dirección artística del siguiente álbum de la cantante. Semanas más tarde Virginia anuncia que su nuevo trabajo, que llevará por nombre Blue Bird, verá la luz en octubre de 2015 e inicia a su vez un proyecto de crowdfunding para la financiación del mismo. Finalmente, tras una exitosa campaña de micromecenazgo, el 16 de octubre de 2015 se lanza su cuarto álbum de estudio, Blue Bird, firmado como Virginia Maestro, dejando atrás el pseudónimo de Virginia Labuat que le había acompañado desde su segundo disco. Este álbum, que se grabó en Studio B, nuevamente junto con el productor musical Bernardo Calvo, cuenta con 11 canciones inéditas en inglés en las que Virginia se mantiene fiel a su personal estilo, marcado por la música americana de las décadas de los 50 y 60, con aires country, folk y blues pero con un sonido fresco y actual.
El primer sencillo del álbum fue Make it alright, publicado el 25 de septiembre de 2015, cuyo videoclip salió a la luz el 2 de octubre del mismo año. Otros sencillos posteriores de este trabajo discográfico han sido Loneliness, con un videoclip que se publicó el 29 de septiembre de 2016, grabado por Christian Gamdek a modo de documental, rememorando la primera visita de Virginia a Nashville, donde presentó Blue Bird antes de su lanzamiento en España. Y por último, Places, tercer sencillo del álbum, cuyo videoclip fue publicado el 23 de febrero de 2017.

### EP: Roots (2018)
Tras una gira de más de dos años recorriendo ampliamente la geografía nacional con su cuarto álbum, Blue Bird, y una gira americana en abril de 2017 en su segundo viaje a Nashville, Virginia Maestro anuncia la publicación en plataformas digitales de un nuevo trabajo discográfico el 27 de abril de 2018. En esta ocasión se trata de un miniálbum, un EP bautizado con el nombre de Roots y conformado por cinco canciones: dos inéditas, Let Love Die y Noviembre, y tres versiones de otras popularmente conocidas como Mira que eres linda, Ojos azules y Sabor a Mí.
La grabación y producción de Noviembre se realizó en Studio B a cargo de Bernardo Calvo. Esta canción, compuesta en español por Virginia, se trata de un dúo con Gaby Moreno, artista guatemalteca ganadora de un Grammy Latino en 2013 y con la que Virginia había compartido escenario en dos ocasiones en 2015. La grabación contó además con la participación de Amable Rodríguez (guitarra eléctrica), Alejandro Riquelme (batería) y Héctor Rojo (contrabajo).
Las versiones de Mira que eres linda, un clásico del maestro Julio Brito, popularizado por cantantes como Antonio Machín, y Ojos azules, un huayno peruano tradicional, fueron grabadas y producidas por Juan Pérez Fajardo e interpretadas guitarra y voz por Virginia.
El bolero Sabor a mí, una composición del cantante mexicano Álvaro Carrillo y que adquirió popularidad a nivel internacional con el Trío Los Panchos, es la canción que cierra este EP. Esta es una versión en la que Virginia aporta su voz y en la que Diego García “El Twanguero”, guitarrista ganador de un Grammy Latino, y Julián Maeso se hacen cargo de la parte instrumental.
El primer sencillo del EP, una canción inédita en inglés titulada Let Love Die y que fue escrita por Virginia en Nashville junto con la cantautora estadounidense Kate Bowen, se estrenó en exclusiva por el diario El País28 el 18 de abril de 2018 a modo de videoclip. Tanto la canción como el vídeo fueron grabados y producidos por Juan Pérez Fajardo en The Fly Factory.
El 27 de abril de 2018 se puso a la venta Roots en todas las plataformas digitales. El lanzamiento incluyó además de las cinco canciones que componen el EP, cuatro vídeos musicales, entre ellos el videoclip de Let Love Die, primer sencillo del miniálbum. A las pocas horas de su publicación en plataformas digitales, Roots, debutó como el número 1 entre los álbumes más vendidos en Amazon Music y posteriormente alcanzó el número 2 en iTunes, asentándose después durante un tiempo en el top 10 de álbumes más vendidos.

### Del Sur (2019)
El 3 de octubre de 2018 Virginia lanzó una nueva campaña de crowdfunding para contribuir a la financiación del que será su quinto álbum de estudio que lleva por título Del Sur. En esta ocasión se trata de un álbum con canciones en castellano y con la clara influencia de la música americana que ha marcado el estilo de Virginia Maestro desde sus primeros trabajos discográficos. La grabación y producción del álbum tuvo lugar en Nashville, la ciudad de la música; durante los meses de octubre y noviembre de 2018 en Pinhead Studio. El productor de este nuevo disco es Colin Linden, guitarrista y productor canadiense que además de ser el director musical de la afamada serie de televisión Nashville, ha trabajado con artistas tales como Lucinda Williams, T-Bone Burnett, Kevin Gordon, Emmylou Harris, Lindi Ortega o Bob Dylan entre otros. La masterización del álbum corrió a cargo de Bernardo Calvo en Studio B en Rivas-Vaciamadrid.
El 25 de abril de 2019 se publica la canción Miel, luna y piel en forma de vídeo-lyric, grabado y editado por Juan Pérez-Fajardo en The Fly Factory, como adelanto del disco. Miel, luna y piel que ocupa el track 7 en Del Sur, es una balada country escrita por Virginia y que fue grabada en directo a excepción del hammond y la mandolina. En la grabación participaron Fred Eltringham (batería), John Dymond (bajo eléctrico), Jim Hoke (hammond), la propia Virginia Maestro (guitarra acústica y voz) y Colin Linden (guitarra eléctrica y mandolina).
En julio de 2019 Virginia publica el vídeo de la canción Let me be me a modo de segundo adelanto de Del Sur. Esta canción es una de las dos en inglés que incluirá el álbum y para la que el músico Fats Kaplin grabó el violín y la mandolina. Para dar los últimos toques a la composición de la letra, Virginia contó con la participación de Kate Bowen, cantautora estadounidense con la que ya había colaborado en su anterior EP.
El 6 de septiembre de 2019 se lanza Disparando como primer sencillo oficial del disco junto con su correspondiente videoclip. En esta canción Virginia aúna sus influencias de la música de raíz americana con un sonido fronterizo marcado también por ritmos de la música popular latinoamericana. La grabación del videoclip tuvo lugar en varias localizaciones de la ciudad de Sevilla y corrió a cargo de NOIDENTITY Films. 
El lanzamiento de Del Sur tiene lugar el 4 de octubre de 2019 y alcanza en las primeras horas el top 5 de los álbumes más vendidos en iTunes. El disco se compone de 12 canciones inéditas y en castellano, a excepción de los temas en inglés Let me be me y Keep working. Los primeros conciertos de presentación del álbum justo tras su lanzamiento tuvieron lugar en el Café Central de Madrid donde Virginia interpretó junto con su banda las nuevas canciones durante cuatro jornadas, contando en cada una de ellas con las colaboraciones de numerosos compañeros músicos y cantantes.

## Estilo e influencias
Desde su infancia Virginia Maestro tuvo acceso a la música de los años 50 y 60: rock and roll, beat, soul, entre otros. Asimismo, se fue impregnando en su trayectoria de un variado conjunto de fuentes y estilos, como jazz, blues, funk, rock sureño, pop e indie. Entre referentes musicales se encuentran artistas que van desde los Beatles a Aretha Franklin, pasando por Solomon Burke, Al Green, Sam Cooke, Ray Charles, Otis Redding, Janis Joplin, Eva Cassidy, Norah Jones, Amy Winehouse, Billie Holiday, Katie Melua, Eric Clapton, Allman Brothers, Radiohead, Regina Spektor o Melody Gardot.

## Discografía

### Álbumes de estudio
| Álbum       | Detalles |
| ----------- | --- |
| Labuat      | - Fecha lanzamiento: 24 de febrero de 2009 - Discográfica: Sony Music - Formato: CD, Digital - Top 100 álbumes de Promusicae: 2        |
| Dulce Hogar | - Fecha de lanzamiento: 29 de marzo de 2011 - Discográfica: Sony Music - Formato: CD, Digital - Top 100 álbumes de Promusicae: 11      |
| Night & Day | - Fecha de lanzamiento: 19 de marzo de 2013 - Discográfica: Sony Music - Formato: CD, Digital - Top 100 álbumes de Promusicae: 11      |
| BlueBird    | - Fecha de lanzamiento: 16 de octubre de 2015 - Discográfica: Independiente - Formato: CD, Digital - Top 100 álbumes de Promusicae: 41 |
| Del Sur     | - Fecha de lanzamiento: 4 de octubre de 2019 - Discográfica: Independiente - Formato: CD, Digital - Top 100 álbumes de Promusicae: 88  |

### Sencillos
- Soy Tu Aire (2009)
- De Pequeño (2009)
- Carta De Otoño (2009)
- The Time Is Now (2011)
- Circus (2011)
- I Call Your Name (2012)
- Dream Man (2013)
- Night & Day (2014)
- Make It Alright (2015)
- Loneliness (2016)
- Places (2017)
- Let Love Die (2018)
- Disparando (2019)
- Del Sur (2020)

### Videoclips
- Soy Tu Aire (2009)
- De Pequeño (2009)
- The Time Is Now (2011)
- Circus (2011)
- I Call Your Name (2012)
- Hay una luz (junto con otros artistas) (2012)
- Dream Man (2013)
- Eighteen (2013)
- Night And Day (2014)
- Make it Alright (2015)
- Loneliness (2016)
- Places (2017)
- Let Love Die (2018)
- Disparando (2019)
- Del Sur (2020)

### Otras grabaciones
- Yesterday - The Beatles (2007)
- Dream A Little Dream Of Me - Louis Armstrong (2007)
- Stand By Me - Ben E. King (2007)
- S.E.X.Y.R.O.B.O.T - Tributo a The Pinker Tones (2011)
- From Me To You - The Beatles (2011)
- Out Of The Blue - Reedición de Dulce Hogar (2011)
- Hay una luz - Villancico benéfico para la ONG "Amigos de Calcuta" (2012)

1) 'S.E.X.Y.R.O.B.O.T.' (álbum 'Amigos & Friends' de The Pinker Tones, 2011): disponible en iTunes y YouTube.
2) 'Gloria' (álbum 'Vértigo & Tranquilidad de Gonzalo Alcina, 2014): disponible en iTunes y YouTube.
3) 'The gangster that you need' (álbum 'Motorclub' de Jimmy Barnatán & The Cooconers, 2015): disponible en iTunes.
4) 'A thousand clocks' (álbum 'Rolf & Flor en Londres' de The Pinker Tones, 2015).
5) 'The great fastman' (álbum 'Rolf & Flor en Londres' de The Pinker Tones, 2015).
6) 'Sabor a mí' (álbum 'Pachuco' EP 'Gallo Negro' de El Twanguero, 2016).
7) 'I won't marry you' (álbum 'The noble art of rock n' roll' de The Boo Devils, 2016).
8) Compositora de "En pie", tema incluido en "Infinitos Bailes", álbum de estudio de Raphael (25 de noviembre de 2016): disponible en plataformas digitales.

### Posiciones en lista
| Año  | Sencillo          | Posición en lista | Álbum       |
| Año  | Sencillo          | Spain             | Álbum       |
| ---- | ----------------- | ----------------- | ----------- |
| 2009 | "Soy tu aire"     | 34                | Labuat      |
| 2011 | "The Time Is Now" | 8                 | Dulce hogar |
| 2011 | "Circus"          | 27                | Dulce hogar |
| 2013 | "Dream Man"       | 31                | Night & Day |
| 2015 | "Make It Alright" | 42                | Blue Bird   |

## Filmografía
- Muñecas (2010) — Cortometraje junto a la actriz Victoria Vera.
- Late (2010) — Cortometraje junto a su excompañera de OT Tania Gómez.
- Day-57 (2011) — Película dirigida por James J. Wilson.
- Extorsión (2013) — Cameo en el cortometraje dirigido por Merche Maldonado y Tico Rodríguez.

## Premios y candidaturas
| Año  | Categoría              | Premio                             | Resultado |
| ---- | ---------------------- | ---------------------------------- | --------- |
| 2009 | Disco del año de TVE   | RTVE                               | Nominada  |
| 2011 | Revelación del año     | Premios 40 Principales             | Nominada  |
| 2011 | Mejor Videoclip        | Premios 40 Principales             | Nominada  |
| 2011 | Mejor Artista nacional | Premios Shangay                    | Ganadora  |
| 2012 | Mejor Cantante solista | ABC Punto Radio                    | Ganadora  |
| 2018 | Mejor Banda Sonora     | Premios Festival FICCION 20 Cuenca | Ganadora  |